# Ytyk-Kjoejol
Ytyk-Kjoejol (Russisch: Ытык-Кюёль, Jakoets: Ытык-Күөл; Ytyk-Kyôl) is een dorp (selo) in de oeloes Tattinski van de Russische autonome republiek Jakoetië (Sacha), gelegen op de linkeroever van de rivier de Tatta (stroomgebied van de Aldan), op 255 kilometer van Jakoetsk. Het vormt het bestuurlijk centrum van de oeloes. De plaats telde 6.267 inwoners bij de volkstelling van 2002 tegen 5.658 bij die van 1989. De naam van het dorp is afgeleid van het nabijgelegen Ytyk-Kjoejolmeer, hetgeen "Het Heilige Meer" betekent.
Het vormt een landbouwcentrum, waar vee wordt gehouden. Ook bevinden zich er twee middelbare scholen, een gymnasium, muziekschool en een sportschool, alsook een museumreservaat met de naam 'Tatta'.
Op 20 mei 2007 werd het dorp getroffen door een grote overstroming, waarbij 873 huizen onder water kwamen te staan en meer dan 3.000 mensen moesten worden geëvacueerd.